# Archéologie des médias
L'archéologie des médias est un ensemble multidisciplinaire de théories et de méthodologies ayant pour but de comprendre les médias nouveaux et émergents à travers une analyse méticuleuse du passé. Critique des récits qui dominent l'histoire des médias populaires, comme le cinéma ou la télévision, l'archéologie des médias porte un vif intérêt pour les médias dits morts, notant que les nouveaux médias font souvent revivre et re-circuler des matériaux et des techniques de communication qui avaient été perdus, négligés ou dissimulés. Certains archéologues des médias s'intéressent également à la relation entre les médias fantasmés et le développement des technologies, en particulier la façon dont les idées de médias imaginaires ou spéculatifs influencent les médias qui émergent réellement.

## Caractéristiques
Les théories et les concepts de l'archéologie des médias ont été principalement élaborés par les universitaires et penseurs Thomas Elsaesser (en), Erkki Huhtamo (en), Siegfried Zielinski (en) et Wolfgang Ernst (en), s'inspirant de travaux plus anciens comme ceux de Michel Foucault dans L'Archéologie du savoir, de Walter Benjamin à propos de la culture des médias de masse et de ceux de spécialistes du cinéma tels que C.W. Ceram à propos l'archéologie du cinéma,,. Parmi les autres auteurs qui ont contribué à l'émergence de cette discipline figurent Eric Kluitenberg, Anne Friedberg, Friedrich Kittler et Jonathan Crary.
Le théoricien Jussi Parikka (en) définit l'archéologie des médias comme une analyse théorique pointue des différentes couches historiques des médias dans ce qui les rend singuliers, c'est pour lui un exercice permettant d'affiner les spécificités esthétiques, culturelles et politiques d'un média, aussi bien conceptuellement que de manière pratique. En plus d'être un champ d'études théoriques, il identifie l'archéologie des médias comme étant également une méthode applicable à l'art et au design.
Certains artistes dont la pratique est rattachée à l'archéologie des médias sont Zoe Beloff, Ken Feingold, Paul DeMarinis, Lynn Hershman Leeson, Gebhard Sengmüller ou encore Julius von Bismarck.